# Leucocarbo colensoi
El cormorán de las Auckland (Leucocarbo colensoi) es una especie de ave suliforme de la familia Phalacrocoracidae, endémica de las islas Auckland, Nueva Zelanda.

## Descripción
Alcanza 63 cm de longitud y 105 cm de envergadura. En plumaje de la cabeza y la parte posterior del cuello son de color negro con un brillo azul metálico. La garganta y la parte anterior del cuello son de color blanco. La parte superior del cuerpo es de color negro azulado, las plumas son de color negro. La parte inferior del cuerpo es de color blanco. El pico es negro y gris durante la temporada de apareamiento, la punta de la mandíbula inferior es de color anaranjado. El iris es de color púrpura oscuro o marrón. El anillo ocular es púrpura brillante, el resto de piel desnuda de la cara es de color púrpura oscuro a rojo opaco. Las patas son de color rosado, con las garras negras negruzcas.  No presenta carúnculas.
El plumaje negro se desvanece durante la temporada de reproducción a una tonalidad marrón. El pico es de color marrón oscuro, el anillo del ojo es de color rosa pálido a violeta. Las aves jóvenes tienen un plumaje de color marrón que brilla verde. La piel de la cara sin plumas es de color marrón.   

## Alimentación
Se alimenta de peces, crustáceos y otros invertebrados pequeños.

## Reproducción
Durante cortejo, el macho grazna y hace sonar tictac, mientras que la hembra emite un ronroneo suave. Anida en colonias, en el suelo, en las cornisas y las cimas de los acantilados escarpados. Los sitios son abandonados cuando las plantas que albergan son destruidos por el guano o el oleaje destruye los nidos. Construye el nido con hierba, ramitas y algas. La hembra pone tres huevos de color azul a verde pálido entre noviembre y febrero. El período incubación es 26 a 32 días. Los polluelos son alimentados por ambos padres.

## Taxonomía
Esta especie ha sido clasificada por algunos expertos dentro del género Phalacrocorax, pero, de acuerdo con los análisis de ADN, ha sido incluida dentro del género Leucocarbo.